# Юхно, Евгений Иванович
Евгений Иванович Юхно (27 августа 1937, город Горловка, теперь Донецкой области) — советский партийный деятель, 1-й секретарь Горловского горкома КПУ. Депутат Верховного Совета УССР 11-го созыва. Член Ревизионной комиссии КПУ в 1986—1990 г.

## Биография
В 1955—1970 г. — мастер шахты «Кочегарка» города Горловки, инженер-конструктор Горловского машиностроительного завода имени Кирова, старший инженер комбината «Артемуголь». Возглавлял Горловский городской совет Всесоюзного общества изобретателей и рационализаторов.
Окончил Украинский заочный политехнический институт.
Член КПСС с 1966 года.
В 1970—1983 г. — инструктор, заместитель заведующего, заведующий отделом Горловского городского комитета КПУ, 1-й секретарь Калининского районного комитета КПУ города Горловки, 2-й секретарь Горловского городского комитета КПУ Донецкой области.
В 1983—1988 г. — 1-й секретарь Горловского городского комитета КПУ Донецкой области.
В 1988—1989 г. — заведующий социально-экономическим отделом Донецкого областного комитета КПУ.
В 1989—1991 г. — секретарь Донецкого областного комитета КПУ.
Потом — на пенсии в Донецке.

## Награды
- ордена
- медали
- почётный гражданин города Горловки